# Wide Field and Planetary Camera 2
Wide Field and Planetary Camera 2 (WFPC2) er et kamera, der var installeret i Hubble-rumteleskopet. Det blev installeret under rumfærgens servicebesøg 1 (STS-61) i 1993, hvor teleskopets originale Wide Field and Planetary Camera (WF/PC) blev udskiftet. WFPC2 benyttedes bl.a. til at optage billederne af Hubble Deep Field i 1995, og af Timeglastågen og Æggetågen i 1996. 
Under rummissionen STS-125 blev WFPC2 demonteret fra Hubble-rumteleskopet og erstattet med Wide Field Camera 3 som en del af missionens første rumvandring den 14. maj 2009. WFC3 er udstyret med to CCD'er til UV/synligt lys-området, hver på 2048x4096 pixels, og en selvstændig CCD på 1024 x 1024, der er i stand til at modtage infrarød stråling op til 1700 nm. Efter at være tilbage på Jorden blev WFP2 kortvarigt udstillet på National Air and Space Museum og Jet Propulsion Laboratory før det blev permanent placeret på Smithsonians National Air and Space Museum.
WFPC2 indeholder 4 ens CCD-sensorer, hver på 800x800 pixels. De registrerer elektromagnetisk stråling i området fra 120 nm til 1100 nm. Dette område inkluderer det synlige spektrum fra 380 nm til 780 nm, hele det nære ultraviolette (og en lille del af det yderste ultraviolette bånd) og størstedelen af det nære infrarøde bånd. Fordelingen af følsomheden i disse CCD'er er tæt på at være normalfordelt med en top omkring 700 nm og følgelig med meget ringe følsomhed ved de yderste grænser for CCD'ernes operationsområde. Tre af de fire CCD'er, der sidder i form som et L, udgør Hubbles Wide Field Camera (WFC). Den fjerde CCD, som støder op til dem, er det såkaldte Planetary Camera (PC), som er udstyret med en optik med snævrere fokus. Det giver et mere detaljeret kig på en mindre del af det synlige område. Billederne fra WFC og PC bliver typisk samlet til et enkelt billede, som udviser en "trappetrins-form", der er karakteristisk for WFPC2. Når der frigives JPEG-filer til ikke-videnskabeligt brug, vises billedets PC-del i samme opløsning som WFC-delene, men astronomer modtager en billedfil til videnskabelig brug, hvor PC-billedet findes i sin oprindelige, højere opløsning.
For at gøre det muligt for videnskabsmændene at betragte enkelte dele af det elektromagnetiske spektrum er WFPC2 forsynet med et drejeligt hjul, som kan sætte forskellige optiske filtre ind i lysstrålen (mellem WFPC2's åbning og CCD-detektorerne). WFPC2 har 48 filterelementer, som omfatter:
- Et polarisationsfilter.
- Et gradueret filter med en hel række filtre med meget lille båndbredde. Ved at positionere det betragtede objekt i den præcise del af området kan operatøren bruge et omhyggeligt udvalgt snævert filter (omend kun over en meget lille del af området.
- En antal forskellige optiske filtre, som giver operatøren en række valgmuligheder mellem forskellige karakteristika for optagelsen.

Som det var forudset fra starten, er CCD'erne i WFPC2 i løbet af deres brugstid blevet forringet, hvilket viser sig i form af oplyste enkeltpixels. Teleskopets operatører gennemfører månedlige kalibreringsprøver for at finde disse: Der tages et antal billeder, mens WFPC's åbning er dækket til, og de pixels, som afviger væsentligt fra næsten sort bliver markeret. For at undgå at fejlmarkere pixels, som kun lyser, fordi de er midlertidig ramt af kosmisk stråling, sammenlignes resultatet af forskellige kalibreringer. Her findes de pixels, som vedblivende lyser op, og astronomerne, der analyserer grundmaterialet til WFPC2's billeder, modtager en liste over disse pixels. Som regel benytter kan de benytte listen til at modificere deres billedbehandlingssoftware, så de dårlige pixels ignoreres.
WFPC2 blev bygget af NASA's Jet Propulsion Laboratory, som også byggede dets forgænger WFPC-kameraet ("WFPC1"), der oprindeligt blev opsendt med Hubble i 1990. WFPC2 har sin egen interne korrektionsoptik, som kan justere den sfæriske aberration i Hubble-teleskopets primære spejl. 

## WFPC2-billeder
- Ørnetågen
- Triangulum
- Bok globuler
- M57 ringtågen
- Omegatågen
- Æggetågen